# Hemerocoetes monopterygius
Hemerocoetes monopterygius är en fiskart som först beskrevs av Schneider, 1801.  Hemerocoetes monopterygius ingår i släktet Hemerocoetes och familjen Percophidae. IUCN kategoriserar arten globalt som livskraftig. Inga underarter finns listade i Catalogue of Life.